# VIERA
VIERA，是日本Panasonic（舊稱松下電器）的平板液晶、電漿、OLED等電視品牌。

## 概要
「VIERA」的由來是「Vision」（映像）的「Vi」以及「Era」（時代）。2011年日本的液晶電視（小於40英寸）的市佔率約為15％，居第三位；等離子電視的市佔率為約74％，居首位。
Panasonic VIERA電漿電視全球銷售第一，一直以來都是龍頭老大，陸續併購Pioneer、日立等電漿廠。2006年全球最大103吋電漿電視亮相。
2009年可說是VIERA電漿在市場中最為活躍的一年，推出搭載全新等離子面板的NEO PDP系列機種，具有更省電、高動態解析、無鉛製程以及更低的售價，也直接鞏固了其在電視市場佔的有率。
2009至2012年間生產IPS-alpha液晶電視面板，並有多款液晶電視搭載。2010年發表第一代3D電視，並於同年度在台灣上市P50VT20W日本製電漿電視。2010年全球最大3D 152吋電漿電視及152吋4K電漿電視亮相。
2012年IFA展全球最大145吋8K電漿電視亮相。2013年在歐洲發表第一代4K高畫質液晶電視L65WT600，並為業界第一台搭載HDMI2.0/Displaport1.2a/並支援4K60p輸入的規格，同時也於2013年底在台灣上市L65WT600W（日本製）。
因為不敵液晶攻勢，2014年宣布停止生產電漿電視。2015年於歐洲IFA展發表第一代OLED 65CZ950。2017年美國CES展發表第二代OLED 65EZ1000，隨後也在歐洲、日本陸續發表EZ1000/EZ950等系列OLED，也是在台灣上市第一代OLED電視65EZ1000W（日本製）。EZ1000及後來的FZ、GZ、HZ系列OLED皆搭載absolute black filter，讓黑色更黑，暗部細節層次更好。
2016年，Panasonic在美國CES展出首款透明OLED顯示器。2020年，Panasonic確定將上市TZ1000、TZ1100系列透明OLED電視。
2019年在德國IFA展發表MegaCon雙層液晶面板技術，提供更高對比及色域。
2019年發表GZ2000系列客製化面板亮度比一般OLED面板更提升30%，其他品牌在2021年也陸續推出類似提升亮度的OLED機種

## 相關技術
- neo plasma

用了新的Neo PDP面板，加大前面板的電極間距，擴大放電領域，提升約2倍發光效率（與07年VIERA機種相比），降低約40%的耗電量，大幅提升畫質與節能表現。更透過低背型電源迴路、高密度實裝技術、PDP自發光面板薄型化等科技，創造出超薄美型機種、精細畫質機種，讓次世代影像有更多豐富的可能性。全新世代Neo PDP面板，透過高發光效率技術，提升約4倍發光效率（與07年VIERA機種相比），同時搭載Infinite Black純黑艷彩科技，實現500萬：1超高對比，看見前所未見的黑色層次與艷麗色彩，演出更豐富細膩的畫面質感。2011年，NeoPDP 進化到第14代 All New NeoPlasma 結合最新技術帶來革命性畫質躍進。
- INFINITE BLACK 極致純黑 無限動態對比

NeoPlasma面板技術的革新帶來黑色層次終極表現能力。大幅改善對比。黑色漸層表現的擴展。
- Focused Field Drive 聚焦快閃技術

2012、2013年的Plasma重點技術為聚焦快閃（Focused Field Drive），利用高速反應螢光體做出 0.4 毫秒的反應速度，讓畫面更新頻率最高可以衝到相當於 2500Hz 的表現（2013年提升為3000Hz）。
- IPS-alpha

日本液晶面板，由日立製作所、松下電器、東芝發表成立液晶面板合資公司--IPS Alpha Technology公司開發。
- 背光掃描技術

類似S牌的MotionFlow技術，透過「畫面補插」（Frame Interpolation）、「背光閃爍控制」以及「背光掃描」等技術，將畫面增幅，來提升動態表現，並產生更流暢的影像，減少畫面播放過程中產生的殘影，使動態影像表現都如親臨現場般完美，清晰的速度感以及精準的細膩感，讓影像流暢度再進化。
- SMART VIERA ENGINE PRO

SMART VIERA ENGINE PRO 晶片的技術運作有三個重點，第一個是影像修復，首先會針對動態影像的邊緣和斜線處來做補正並抑制相關雜訊，然後再調校邊緣；接著第二步則處理色彩表現，包括清晰邊緣讓影像更銳利、膚色調校、優化對比以及色彩；最後則是關於網路影像的處理，有些透過運算插補的影片在部份畫面上多少會有些模糊抖動的狀況，而 SMART VIERA ENGINE PRO 晶片 就會針對這部份來做模糊修正，使網路影像可以更清晰。
- Crosstalk Canceller重影消除器

高度精確的偵測減少雙重影像。藉由對已具備最小化雙重影像性能的面板再加入重影消除器已達成具有最低雙重影像的最佳化3D影像。
- 2Dto3D轉換技術

以單一畫素單位擷取整個螢幕的資料，並為每個場景事先設定最佳化的深度。再以「亮度」及「色彩」設定詳細的深度資訊達成2D到3D的轉換。
- 環保長壽命面板

長壽命十萬小時，可持續使用近30年，並可以回收。
- Colour Remaster

Panasonic 好萊塢實驗所的技術累積及訣竅，實現將藍光或DVD中預先壓縮的色域能夠擴展重現原本的色域，能呈現更自然逼真的色彩。
- Intelligent Frame Creation

影格速率向上轉換：當內容中的影格數不夠時，電視就會建立新的影格。
- 4K Fine Remaster 超級解析度（超解像）

針對影像訊號輸入端不論是SD、HD、BD Full HD、4K等等不同等級，內建有12萬個圖像樣本，並使用圖庫針對不同的訊號來源做比對與計算，輔以超解像技術的filter濾波器，將原始訊號源重新生成（Remaster）細緻低失真高精細度的影像。再將Detail超解像，讓細小的紋路更清晰、材質更明顯。
- 六原色 Hexa Chroma Drive 晶片技術

由原本RGB三原色，再另外加上YCM三輔色，以六軸控制來達到更廣色域（DCIP3 90%以上甚至99%色域）。
- Studio Master HCX+

影像處理器（CPU），其中HCX全名為「Hollywood Cinema Experience」，Panasonic多年來與好萊塢電影專業團隊合作，由由萊塢專業配色師Mike Sowa親手調校，並榮獲好萊塢專業人仕肯定的色彩畫質認證。
- Studio Colour HCX2

全新Studio Colour HCX2 4K 影像處理器象徵Panasonic 影像處理的顛峰之作。以電漿電視及專業播放設備所獲得的色彩、黑色層次和亮度知識技術，該系統也經由好萊塢色彩調校師校正的最佳4K影像處理技術。
- HCXpro
- HCX AI
- 蜂巢式面板背光技術

松下獨有的蜂巢結構技術，採用業界最多512個可獨立控制的打光區，每一區皆與鄰區嚴密分隔，即使是微小的區域，也能表現出極高層次的對比。因此透過這樣的技術，可以達到完美的區域控光，以達到更加優越的 HDR 效能。
- VIERA Link
- Viera Cast

Panasonic聯網電視網路介面，後來演進為VIERA connect。
- VIERA connect

Panasonic智慧電視網路介面，VIERA Connect 是一個讓人們很舒適地在客廳中，輕易的從YouTube搜尋並觀賞線上影片，或透過Skype提供免費的線上影音通訊服務的使用界面。其前身為VIERA cast，之後演進為yHomeScreen 我的首頁介面。
- VIERA Market

松下 VIERA 電視有自己的 Market Service 服務，提供國內外電視APP可供下載。
- myHomeScreen 我的首頁:

入口畫面選單可讓您存取各式各樣的內容，包括網際網路影片和相片。只要一開電視，就可以完整使用這項功能。按一下圖片，即可查看「我的首頁」許多令人感到振奮的使用範例。目前為第二代 myHomeScreen 2.0 搭載FirefoxOS作業系統（每年也有些許介面持續改款升級）。
- VIERA remote APP

目前為2.0版本，Android跟iOS都有此APP可下載，可透過此APP控制（遙控）電視，其中也會有多項互動功能（如wipe & Share分享、Browser網頁瀏覽及Media多媒體功能），在高階機種還提供了色彩校正調校功能。
- Swipe & Share

可透過VIERA remote APP 當中的Swipe & Share功能雙向分享影音照片。
- Touch Pad 觸控遙控器

高階機種配備，目前已改款出了4~5代以上。
- 光學觸控筆

可用在Panasonic電漿電視跟4K tablet畫畫、寫字、註記……等等（類似電子白板技術）。
- 3D眼鏡

有分主動式及偏光式兩種，主動式又分紅外線跟藍芽，目前藍芽已經出了3代多款。
- DLNA（數位生活網路聯盟）

透過家中網路共享數位影像、影片及音樂，將儲存在DLNA相容裝置（例如：電腦、相機）上的數位影像、影片及音樂透過家中網路在DLNA相容的電視上播放。
- X.V. Color

“x.v.Color.” 此一革新的技術符合 “xvYCC”（eXtended Video YCC ，動態影像廣泛色彩空間）的國際標準，可創造接近百分之百人類肉眼可接收的色彩程度。
- Blade Speaker

向上投射Blade Speaker揚聲器，在電視背後搭載向上投射揚聲器，第一款能呈現真正DolbyAtmos音效的電視
- DolbyVision
- DolbyVisionIQ
- HDR10+
- HDR10+Adaptive
- FilmMakerMode

## 型號命名方式
2009年至2013年期間機種，以數字代表每一代（不同年代款式演進），以英文代號命名，其中型號若有「T」的為3D款式，其中英文「P」開頭的為plasma電漿機種，「L」開頭的為LCD/LED液晶機種。
2014年後，改以A、C、D、E的順序代表每一代，以數字代表等級（數字越大通常為越高階款式），其中英文有「S」的為smart智慧聯網機種，英文有「X」的為4K機種。

## 台灣歷年販售的機型
- 2009
  - 日本製電漿：P54Z1W、P50G10W、P46G10W、P42G10W
  - 台灣製電漿：P42S10W、P50S10W、P42X10W
  - 日本製液晶：L37G10W
  - 台灣製液晶：L37B12W、L32B12W

- 2010
  - 日本製電漿：P50VT20W、P50G20W、46G20W、42G20W
  - 台灣製電漿：P46S20W、P42S20W
  - 台灣製液晶：L42D20W、L37D20W、L42S20W、L37S20W、L42U20W、L37U20W、L32U20W、L32X20W

- 2011
  - 日本製電漿：P65VT30W、P55ST30W
  - 台灣製電漿：P50ST30W、P46ST30W、P42ST30W、P42U30W
  - 台灣製液晶：L42E30W、L37E30W、L32E30W、L42E3W、L37U30W、L32U30W、L32X30W、L32C30W、L32C40W

- 2012
  - 泰國製電漿：P65VT50W、P50GT50W、P42ST50W、P42UT50W、P50UT50W
  - 台灣製液晶：L55WT50W、L47WT50W、L55ET50W、L47ET50W、L42ET50W、L47E5W、L42E5W、L37E5W、L32E5W、L32E5WW、L32X50W

- 2013
  - 泰國製電漿：P65VT60W、P50ST60W、P42ST60W
  - 台灣製液晶：L55WT60W、L47WT60W、L55ET60W、L47ET60W、L42ET60W、L50E6W、L42E6W、L32E6W、L39EV6W、L32XV6W、L42B6W、L32B6W、L60BF6W、L50BF6W、L39BF6W
  - 4K日本製：L65WT600W

- 2014
  - 4K 日本製：85X940W、65AX800W、58AX800W
  - FHD 日本製：60AS800W、55AS800W
  - FHD 台灣製：60AS700W、55AS700W、50AS630W、42AS630W、50AS610W、42AS610W、50A410W、42A410W、32A410W、60A420W

- 2015
  - 4K 日本製：65CX700W、60CX700W、55CX700W
  - 4K 台灣製：55CX600W、50CX600W、40CX600W、49CX500W
  - FHD 台灣製：49CS630W、43CS630W、42C510W、43C420W、55C420W、40C400W

- 2016
  - 4K 日本製：65DX900W、65DX700W、58DX700W
  - 4K 台灣製：55DX650W、49DX650W、40DX650W、55DX500W
  - FHD 台灣製：55DS630W、49DS630W、43DS630W、49D410W、43D410W、32D410W、40DS500W、40D400W、58D300W

- 2017
  - OLED 4K 日本製：65EZ1000W
  - 4K 日本製：75EX780W、65EX780W
  - 4K 台灣製：58EX750W、50EX750W、65EX600W、55EX600W、49EX600W、43EX600W、65EX550W、55EX550W、50EX550W
  - FHD 台灣製：55ES630W、49ES630W、43ES630W、49E410W、43E410W、32E410W、40E400W、55E300W、43E300W、32E300W

- 2018
  - OLED 4K 日本製：65FZ1000W、65FZ950W、55FZ950W
  - 4K 日本製：75FX770W、65FX800W、55FX800W、49FX800W
  - 4K 台灣製：65FX700W、55FX700W、49FX700W、65FX600W、55FX600W、49FX600W、43FX600W
  - FHD 台灣製：49F410W、43F410W、32F410W

- 2019
  - OLED 4K 日本製：65GZ2000W、65GZ1000W、55GZ1000W
  - 4K 日本製：75GX880W、65GX900W、55GX900W、49GX900W
  - 4K 台灣製：65GX800W、55GX800W、49GX800W、65GX750W、55GX750W、49GX750W、43GX750W、65GX600W、55GX600W、43GX600W

- 2020
  - OLED 4K 台灣製：65HZ1500W、65HZ1000W、55HZ1000W
  - 4K 台灣製：75HX880W、65HX900W、55HX900W、65HX750W、55HX750W、49HX750W、43HX750W
  - 4K android 台灣製: 65HX650W、55HX650W、50HX650W、43HX650W
  - FHD 台灣製：43H400W、32H400W

- 2021
  - OLED 4K 台灣製：65JZ2000W、65JZ1000W、55JZ1000W
  - 4K 台灣製：75JX980W
  - 4K android 台灣製: 65JX900W、55JX900W、65JX750W、55JX750W、49JX750W、43JX750W、65JX650W、55JX650W、50JX650W、43JX650W、75JX600W
  - FHD 台灣製：43J400W、32J400W

## 參閱
- Panasonic
- PLASMA_(品牌)
- VIERA （页面存档备份，存于）